# Altbier

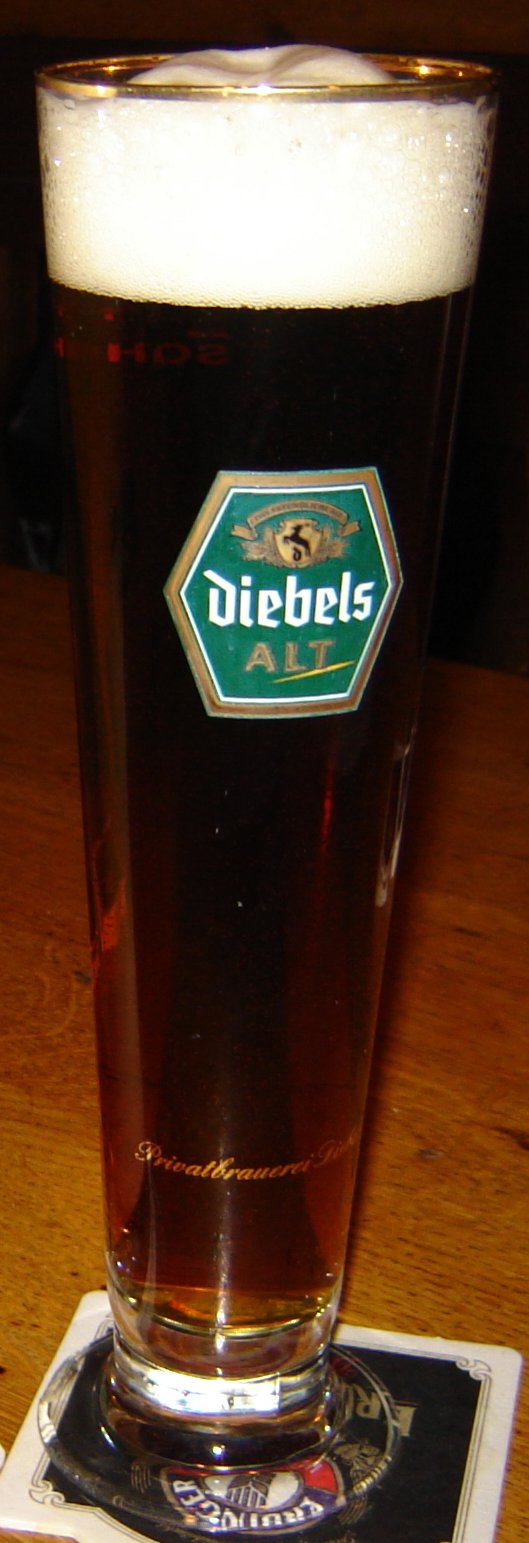
Spodně kvašené Alt pivo

Alt je svrchně kvašené pivo vyráběné převážně v Německu. Alt znamená starý. Tato piva jsou svrchně kvašená a musí 3–8 týdnů dozrát studeným zráním. Barva bývá většinou dosti tmavá až bronzová, ale nebývá to pravidlem. Pivo je chuťově dosti jemné, mírně nahořklé, s mírnou chutí lehce praženého sladu. Toto pivo se nejčastěji nachází v německém Düsseldorfu.

## Historie
Bavorský Reinheitsgebot (zákon o čistotě piva; doslova „záruka čistoty“) z roku 1516 byl vypracován k tomu, aby zajistil produkci kvalitního piva; ať tak nebo onak, tento výnos neovlivnil sládky z Porýní. Pivovarnictví se v tomto regionu vyvíjelo mírně jinak. Například v Bavorsku bylo vaření během léta zakázáno, ale chladnější klima Porýní dovolilo sládkům v této oblasti vařit po celý rok a experimentovat s uskladněním kvašeného piva v chladných jeskyních a sklepech.
Jméno „altbier“ se poprvé objevilo v 19. století, aby se odlišilo od düsseldorfskeho nového světlého ležáku, který získával v Německu na oblibě. Sládci v Düsseldorfu používali světlé slady typické pro nový typ světlých ležáků, ale zachovali starou („alt“) metodu ohřívání kvasných procesů.
První pivovar, který termín Alt v názvu piva použil, byl Schumacher, založený v roce 1838 Mathiasem Schumacherem. Zde umožnili pivu, aby zrálo v chladných podmínkách ve dřevěných sudech po dobu delší, než bylo u ležáku běžné a položili tak základ modernímu pivu typu alt: tmavšímu, svrchně kvašenému ležáku. Výsledkem je pivo, které kombinuje některé rysy, především mírnou nahořklost, klasického německého ležáku s ovocnými tóny světlého anglického ale.